# Comté de Yoakum
Le comté de Yoakum (en anglais : Yoakum County) est un comté situé dans l'ouest de l'État du Texas, aux États-Unis. Fondé le 19 novembre 1876, son siège de comté est la ville de Plains. Selon le recensement de 2020, sa population est de 7 694 habitants. Le comté a une superficie de 2 071 km2, dont la presque totalité en surfaces terrestres. Il est baptisé à la mémoire de Yoakum Henderson King, sénateur du Tennessee.

## Histoire
La région qui compose l'actuel comté de Yoakum est longtemps restée inexplorée. Toutefois, le prêtre espagnol Juan de Salas, la traverse dès 1632, lors de sa deuxième expédition à destination des peuples Amérindiens Jumanos, Comanches, Cheyennes et Kiowas,, qui en avaient fait leurs terres. Les chasseurs de bison s'y aventurent après 1870. 
Le comté est fondé le 19 novembre 1876, à partir des terres du comté de Young. Après plusieurs aménagements fonciers, il est définitivement autonome et organisé, en 1907.
Le comté est baptisé en l'honneur de Henderson King Yoakum (en), historien et homme politique américain, ayant demandé l'annexion du Texas, en tant que sénateur du Tennessee. Lors du recensement des États-Unis de 1890, le comté ne compte que quatre habitants et vingt-six résidents, en 1900. L'économie est entièrement orientée vers l'élevage de bétail. En 1900, le recensement agricole ne répertorie qu'un seul ranch, 6 200 bovins et aucune récolte. La vente de terres publiques, après 1900, entraîne une hausse de la population. Les premiers colons voyagent le long de la rivière Sulphur Springs Draw (en). En 1905, William Jackson Luna établit un magasin et un bureau de poste à Plains. Lorsque le comté de Yoakum est définitivement organisé, en 1907, Plains devient le siège du comté. En 1910, il y existent 107 fermes ou ranchs et la population est passée à 602 habitants. Près de 23 000 bovins sont comptabilisés cette année-là, et les cultures restent limitées. Le premier journal du comté démarre en 1910 lorsque Neil H. Bigger commence à publier les nouvelles du comté de Yoakum.

## Géographie
Le comté est situé dans l'ouest de l'État du Texas, dans le sud des Hautes Plaines (en), le long de la frontière du Nouveau-Mexique, aux États-Unis,.
Selon le Bureau du recensement des États-Unis, le comté a une superficie totale de 2 100 km2, dont la quasi-totalité est constituée de terres. Celles-ci sont quasiment plates, composées de sols sablonneux recouverts d'herbes des prairies, de mezquites, yucca, de Quercus havardii et d'Artemisia filifolia. L'altitude varie de 1 036 m à 1 188 m. La région est drainée par la rivière Sulphur Springs Draw, qui traverse le centre du comté. Les températures varient d'un minimum moyen de −4,4 °C, en janvier, à un maximum moyen de 33,3 °C, en juillet. Les précipitations annuelles moyennes sont de 406,4 mm.

## Comtés adjacents
|              | Comté de Cochran |                |
| Comté de Lea | comté de Yoakum  | Comté de Terry |
|              | Comté de Gaines  |                |

## Démographie

Pyramide des âges du comté de Yoakum (2000).

Lors du recensement de 2010, le comté comptait une population de 7 879 habitants. Elle est estimée, en 2017, à 8 568 habitants,.
| Groupes           | Comté de Yoakum | Texas | États-Unis |
| ----------------- | --------------- | ----- | ---------- |
| Blancs            | 74,5            | 70,4  | 72,4       |
| Autres            | 20,8            | 10,6  | 6,4        |
| Métis             | 2,7             | 2,5   | 2,7        |
| Afro-Américains   | 0,9             | 11,9  | 12,6       |
| Amérindiens       | 0,8             | 0,7   | 0,9        |
| Asiatiques        | 0,4             | 3,8   | 4,8        |
| Total             | 100             | 100   | 100        |
|                   |                 |       |            |
| Latino-Américains | 58,7            | 37,6  | 16,7       |

Selon l'American Community Survey, pour la période 2011-2015, 48,73 % de la population âgée de plus de 5 ans déclare parler l'espagnol, alors que 48,61 % déclare parler l'anglais, 1,91 % l'allemand et 0,75 % l'italien.

### Source de la traduction
- (en) Cet article est partiellement ou en totalité issu de l’article de Wikipédia en anglais intitulé « Yoakum County, Texas » (voir la liste des auteurs).